# Мемориал братьев Знаменских 2009
Мемориал братьев Знаменских 2009 — 51-й международный легкоатлетический турнир серии EAA Area Permit Meeting, состоявшийся 5 июля 2009 года на стадионе «Метеор» в подмосковном городе Жуковском, Россия. Соревнования проходили по новым правилам, опробованным на прошедшем ранее командном чемпионате Европы. Были разыграны 16 комплектов наград, 7 среди мужчин и 9 среди женщин.

## Результаты

### Мужчины
| Дисциплина      | Золото                                     | Золото  | Серебро                    | Серебро | Бронза                  | Бронза  |
| --------------- | ------------------------------------------ | ------- | -------------------------- | ------- | ----------------------- | ------- |
| 100 м           | Ким Коллинз Сент-Китс и Невис              | 10,27   | Матиц Осовникар Словения   | 10,54   | Александр Волков Россия | 10,63   |
| 400 м           | Константин Свечкарь Россия                 | 46,08   | Александр Деревягин Россия | 46,24   | Дмитрий Буряк Россия    | 46,35   |
| 800 м           | Юрий Борзаковский Россия                   | 1:46,48 | Юрий Колдин Россия         | 1:47,55 | Рубен Бетт Кения        | 1:47,73 |
| 3000 м          | Дмитрий Гаврилов Россия                    | 8:02.79 | Артём Мастров Россия       | 8:03.73 | Андрей Сафронов Россия  | 8:04.27 |
| Прыжок с шестом | Максим Мазурик Украина Игорь Павлов Россия | 5,37    |                            |         |                         |         |
| Тройной прыжок  | Момчил Караилиев Болгария                  | 17,18   | Дмитрий Децук Белоруссия   | 16,78   | Виктор Ястребов Украина | 16,71   |
| Толкание ядра   | Андрей Михневич Белоруссия                 | 20,61   | Павел Софьин Россия        | 19,87   | Максим Сидоров Россия   | 19,57   |

### Женщины
| Дисциплина        | Золото                     | Золото  | Серебро                      | Серебро | Бронза                         | Бронза  |
| ----------------- | -------------------------- | ------- | ---------------------------- | ------- | ------------------------------ | ------- |
| 200 м             | Юлия Кацура Россия         | 23,14   | Юлия Гущина Россия           | 23,16   | Наталья Русакова Россия        | 23,31   |
| 400 м             | Антонина Кривошапка Россия | 50,51   | Анастасия Капачинская Россия | 51,49   | Наталья Пигида Украина         | 51,97   |
| 800 м             | Мария Савинова Россия      | 1:59,72 | Татьяна Андрианова Россия    | 2:02,61 | Юлия Русанова Россия           | 2:02,63 |
| 100 м с барьерами | Анастасия Соловьёва Россия | 13,06   | Татьяна Павлий Россия        | 13,23   | Екатерина Штепа Россия         | 13,38   |
| 400 м с барьерами | Анна Титимец Украина       | 56,72   | Коу Луогон Либерия           | 56,94   | Ольга Адамович Россия          | 57,00   |
| Прыжок в высоту   | Анна Чичерова Россия       | 1,91    | Ирина Гордеева Россия        | 1,91    | Александра Шамсутдинова Россия | 1,88    |
| Прыжок в длину    | Найде Гомеш Португалия     | 6,62    | Ольга Балаева Россия         | 6,34    | Татьяна Войкина Россия         | 6,27    |
| Метание диска     | Наталья Садова Россия      | 62,89   | Олеся Короткова Россия       | 60,17   | Вера Кармишина Россия          | 54,89   |
| Метание копья     | Мария Абакумова Россия     | 64,32   | Моника Стоян Румыния         | 59,23   | Мария Яковенко Россия          | 57,47   |